# Mlynčeky
Mlynčeky (Hongaars: Tátraháza, Duits: Mühlerchen) is een Slowaakse gemeente in de regio Prešov, en maakt deel uit van het district Kežmarok.
Mlynčeky telt 632 inwoners.